# Berberis lutea
Berberis lutea är en berberisväxtart som beskrevs av Hipólito Ruiz López och Pav.. Berberis lutea ingår i släktet berberisar, och familjen berberisväxter. Inga underarter finns listade i Catalogue of Life.